# Cronaca di Nabonide

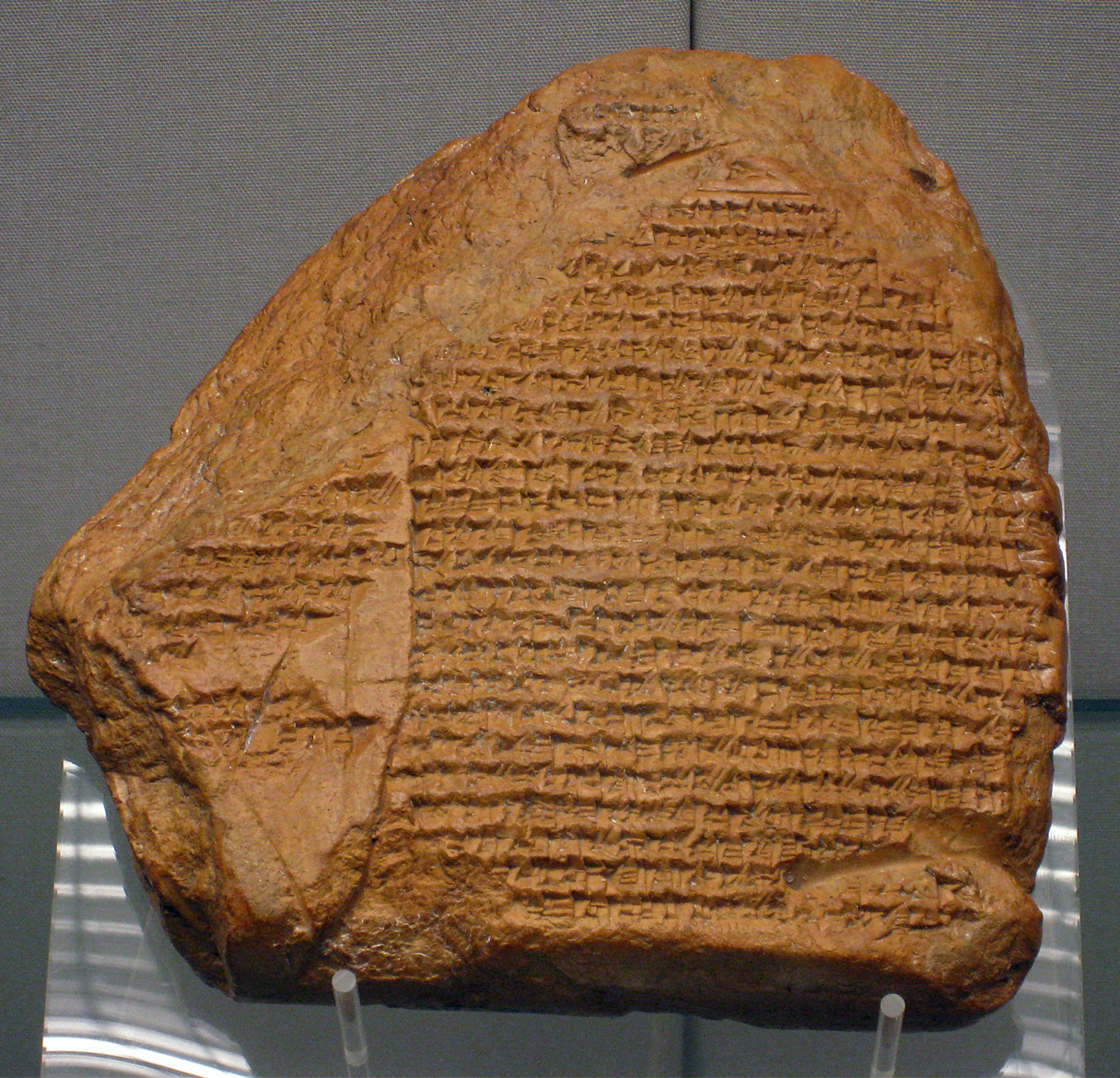
La cronaca di Nabonide

La Cronaca di Nabonide è un antico testo babilonese, facente parte di una più ampia serie di Cronache babilonesi scritte in caratteri cuneiformi su tavolette d'argilla. 
Si occupa principalmente del regno di Nabonide, ultimo re del Secondo impero babilonese, copre la conquista di Babilonia da parte del Re dei Re persiano Ciro il Grande e si conclude con gli esordi del regno di Cambise, figlio di Ciro, spaziando su un periodo che va dal 556 a poco dopo il 539 a.C.. Provvede un prezioso resoconto della salita al potere di Ciro ed è la principale fonte d'informazione per quel periodo; il suo testo è stato descritto come "il più affidabile e sobrio resoconto della caduta di Babilonia."

## Descrizione della tavoletta
La Cronaca di Nabonide è conservata su una singola tavoletta di argilla ora conservata al British Museum di Londra. Come le altre Cronache babilonesi, elenca in modo annalistico gli eventi chiave di ogni anno, come l'ascesa e la morte dei re, i principali eventi militari e gli eventi religiosi degni di nota. Segue uno schema standard di segnalazione solo di eventi di immediata rilevanza per Babilonia, rendendola di utilità piuttosto limitata come fonte per una storia più ampia della regione. La tavoletta stessa è abbastanza grande, misura 14 cm di larghezza per 14 cm di lunghezza, ma è notevolmente danneggiata con il fondo e la maggior parte del lato sinistro mancanti. Il testo era composto da due colonne su ciascun lato, originariamente costituite da circa 300-400 righe. Ciò che rimane è estremamente frammentario: poco più di 75 righe di testo sono ancora leggibili. Le parti mancanti consistono nella maggior parte della prima e della quarta colonna, insieme alla parte inferiore della seconda e alla parte superiore della terza. Sembra che sul fondo della tavoletta ci fosse un colophon, ma anche questo è in gran parte mancante. Sebbene la scrittura sia di buona qualità, la copiatura è decisamente imperfetta e lo scriba ha commesso una serie di errori visibili nel testo. 
La tavoletta fu acquisita dal British Museum nel 1879 dai commercianti di antichità Spartali & Co. Il suo luogo di scoperta originale è sconosciuto, anche se si è presunto che provenisse dalle rovine di Babilonia. Probabilmente rappresenta parte di una collezione ufficiale di annali in possesso dei governatori achemenidi di Babilonia. Il testo, noto all'epoca come "gli Annali di Nabonide", fu discusso per la prima volta in forma stampata da Sir Henry Rawlinson nella rivista Athenaeum del 14 febbraio 1880, con la prima traduzione inglese pubblicata due anni dopo dal professor T. G. Pinches nelle Transactions of the Society for Biblical Archaeology (1882). Da allora è stato tradotto da numerosi studiosi, in particolare Sidney Smith, A. Leo Oppenheim, Albert Kirk Grayson, Jean-Jacques Glassner e Amélie Kuhrt. 

## Il testo
Il testo della cronaca inizia presumibilmente con l'ascesa al trono di Nabonide nel 556 a.C., sebbene l'inizio del testo sia così mal conservato che nessuna di questa parte è leggibile. Menziona campagne di Nabonedo contro un luogo chiamato Hume e località senza nome in "Occidente" (Arabia ?). Il saccheggio di Ecbatana da parte di Ciro, la capitale del re medo Astiage, è registrato nel sesto anno del regno di Nabonedo. La cronaca continua descrivendo in diverse voci l'esilio autoimposto di Nabonide nell'oasi araba di Tema (menzionata come Teiman in ebraico nel frammento 4Q242 dei Rotoli del Mar Morto noto come Testimonianza di Nebonedo datato al 150 a.C.) e l'interruzione che ciò causò alla festa di Akitu (Capodanno) per un periodo di dieci anni. L'ottavo anno è volutamente lasciato vuoto; apparentemente lo scriba non aveva eventi significativi da registrare per quell'anno. Un'altra campagna di Ciro è registrata nel nono anno, forse rappresentando il suo attacco alla Lidia e la cattura di Sardi.
Gran parte del resto del testo è frammentario. Un possibile riferimento ai combattimenti e alla Persia appare in quella che è presumibilmente la voce per il sedicesimo anno. Una lunga sezione sopravvissuta descrive gli eventi del diciassettesimo e ultimo anno di Nabonide come re, quando Ciro invase e conquistò Babilonia. Viene registrata la celebrazione della festa di Akitu, che indica il ritorno di Nabonide a Babilonia. La cronaca non fornisce informazioni sul motivo per cui Ciro scelse di invadere Babilonia in quel momento, ma registra che gli dei di varie città "entrarono a Babilonia", apparentemente riferendosi a un raduno di statue di culto in anticipo rispetto all'invasione persiana, forse una misura presa da Nabonide per impedire ai persiani di catturare gli idoli divini. Fornisce una descrizione concisa della battaglia di Opis, in cui i persiani sconfissero in modo decisivo l'esercito di Nabonide, massacrarono i babilonesi in ritirata e presero un grande bottino. L'esercito persiano continuò a catturare le città di Sippar e la stessa Babilonia senza ulteriori conflitti. Si racconta che Ciro sia stato accolto con gioia dagli abitanti della città e che abbia nominato governatori locali. Gli dei che erano stati precedentemente portati a Babilonia furono riportati nelle loro città d'origine su ordine di Ciro. La parte leggibile del testo termina con un lungo periodo di lutto per la moglie del re recentemente defunto (presumibilmente intendendo la moglie di Ciro, poiché Nabonide non era più re a quel tempo) e una menzione di Cambise, figlio di Ciro. Solo poche parole sparse sono leggibili nel resto della tavoletta.

## Analisi
La Cronaca di Nabonide sembra essere stata composta dai sacerdoti (babilonesi) di Marduk, il dio principale di Babilonia. È stata caratterizzata come "un pezzo di propaganda al servizio di Ciro"  e come possibile "il risultato della propaganda del sacerdozio di Marduk per diffamare Nabonide". Julye Bidmead attribuisce l'ostilità dei sacerdoti ai tentativi infruttuosi di Nabonide di introdurre il culto del dio della luna Sîn. In particolare, la cronaca afferma ripetutamente che il festival di Akitu non poteva essere tenuto a causa dell'assenza di Nabonide. Ciò è dubbio, poiché altri avrebbero potuto partecipare alla celebrazione al posto di Nabonide. La cronaca è vista come parte di una serie di documenti pro-persiani, tra cui il cilindro di Ciro e il racconto in versi di Nabonide, che attaccano Nabonide per presunta infedeltà religiosa e mettono a confronto le sue azioni con quelle di Ciro e Cambise. Tuttavia, Amélie Kuhrt lo descrive come "il resoconto antico più affidabile e sobrio della caduta di Babilonia".